# Joep Franssens
Joep Franssens (Groningen, 1955) is een Nederlands componist.

## Werk
Franssens studeerde piano te Groningen en daarna compositie in Den Haag en Rotterdam bij respectievelijk Louis Andriessen en Klaas de Vries. Franssens is te beschouwen als een exponent van de post-seriële Nederlandse componisten-generatie, die met gebruikmaking van tonale middelen vorm tracht te geven aan een toegankelijke muziektaal zonder neoromantische ondertonen, al is het sterk emotionele karakter van zijn muziek schijnbaar in tegenspraak met dit streven (1997). ‘Joep Franssens wil in zijn spiritueel getinte muziek het rationele en het irrationele, het beredeneerbare en het intuïtieve, het hoofd en het hart overbruggen. Franssens streeft daarbij naar een universele, begrijpelijke muziektaal. Muziek vol weidse, dramatische gebaren, een heldere structuur en met een directe fysieke impact. Franssens put inspiratie uit de 'sound' van de popmuziek, de gevoelvolle precisie van Bach en Steve Reich, en de mystiek van de vroege György Ligeti of de vroege polyfonie. In zijn muziek zoekt Franssens naar de menselijke maat en een diep verlangen naar geestelijke harmonie. “Mijn muziek drukt een intens gevoel uit, een gewijd moment waaraan een ieder een eigen individuele betekenis kan ontlenen, zonder historische ballast”, vertelt Franssens in 2009 aan het Brabants Dagblad.
Hoewel Franssens' veelzijdige muzikale taal het niet makkelijk maakt hem te classificeren, wordt hij over het algemeen beschouwd als vertegenwoordiger van de zogeheten Nieuwe Spiritualiteit in Nederland. De NTR maakte over deze internationale stroming de documentaire ‘Het Derde Oor’ (The Third Ear), met namen als Arvo Pärt en Gya Kancheli. In zijn muziek streeft Franssens ernaar om uitdrukking te geven aan het universele. Zijn bronnen van inspiratie zijn te vinden te midden van dichters en filosofen als Fernando Pessoa en Baruch de Spinoza. In een rijke tonale taal roept zijn muziek sterke emoties op, zowel bij luisteraars die onbekend zijn met hedendaagse klassieke muziek als gespecialiseerde luisteraars. Franssens' koorwerk Harmony of the Spheres (1994-2001) is wereldwijd uitgevoerd. Zijn koormuziek stond op de lessenaars van het Zweeds Radio Koor, de BBC Singers, het Lets Nationaal Staats Koor, het Fins Radio Kamerkoor en het Nederlands Kamerkoor. Laatstgenoemde nam zijn muziek mee op tournee door Europa en de USA, geleid door de Estse dirigent Tõnu Kaljuste. Pianist Ralph van Raat, veelvoudig laureaat, heeft zijn muziek sinds 2000 op het repertoire. Zijn orkestmuziek is door veel Nederlandse orkesten gespeeld. Bekende dirigenten als Yakov Kreizberg, Tõnu Kaljuste, Lucas Foss, Gerd Albrecht, Vasily Petrenko en Daniel Raiskin, voerden zijn werk uit met het Nederlands Philharmonisch Orkest, het Radio Filharmonisch Orkest, de Radio Kamer Filharmonie en het Rotterdams Philharmonisch Orkest. Franssens ontving opdrachten van o.a. de Rotterdamse Kunststichting, de Eduard van Beinumstichting, Concert- en Congresgebouw De Doelen, het SNS REAAL Fonds, de NTR-ZaterdagMatinee, het Fonds voor de Podiumkunsten en HET Symfonieorkest. Dit laatste gaf in het voorjaar van 2013 de wereldpremière van de tweede helft van zijn orkest-tweeluik 'Bridge of Dawn' (2012).
Tijdens een concert ter gelegenheid van de 80e verjaardag van Arvo Pärt, in november 2015 te Groningen, werd de eerste uitvoering gegeven van zijn Piano Concerto, uitgevoerd door Ralph van Raat met het Noord Nederlands Orkest o.l.v Tõnu Kaljuste. Voorafgaand aan dit concert werd aan Franssens ‘Het Gouden Viooltje’ toegekend. Een prijs bestemd voor uitzonderlijk muzikaal talent, dat geboren is in een van de drie noordelijke provincies van Nederland, met een internationale carrière. Eveneens in 2015 vond de première plaats van de dans- en operafilm ‘Symmetry’ van regisseur Ruben van Leer, waarvoor Franssens de muziek schreef. De film won in het eerste jaar na release acht internationale prijzen.

## Overzicht van composities
- Between the Beats (1979) for two pianos
- August Moon (1979) for piano solo
- Turn (1980) for 2 oboes and cello
- Solo for Flute (1980)
- Ellipsis (1983) for harpsichord
- Echo's (1983) for 4 flutes, 3 oboes, 3 trumpets, vibraphone, marimba and strings (7.7.7.4.2)
- Consort Music (1984) for 2 flutes, oboe (English horn), bass clarinet, French horn, bassoon, violin, viola, cello, double bass and piano
- Phasing (1985) for women's choir and orchestra: text (Portuguese) by Fernando Pessoa
- Low Budget Music (1986) for flute, oboe (English horn), clarinet (bass clarinet), French horn, bassoon, piano, violin, viola, cello and double bass
- Old Songs, New Songs (1988) for 2 pianos
- Dwaallicht (1989) for 2 sopranos and ensemble: text (Latin) by Spinoza
- Floating (1989) for 2 vibraphones and 3 marimbas
- Taking the Waters (1990) for solo soprano and orchestra
- The straight Line (1991) for saxophone quartet
- Primary Colours (1992) for saxophone orchestra
- The Gift of Song (1994) for 2 pianos
- New Departure (1995) for cello and piano
- After the Queen's Speech (1995) for brass ensemble
- Sanctus (1996) for orchestra
- Winter Child (1996) for piano
- Sarum Chant (1997) for vocal quartet and gamelan
- Roaring Rotterdam (1997) for orchestra
- Entrata (1997) for cello and 2 pianos
- Magnificat (1999) for soprano, choir and orchestra: text (Portuguese) by Fernando Pessoa
- Harmony of the Spheres (1994-2001); cycle in five movements for mixed chorus and string orchestra
- Intimation of Spring (2001-2004) for piano
- Tales of Wonder (2003); seven pieces for piano (2-4 hands) for children
- Bridge of Dawn, movement 1 (2004-2006) for orchestra
- Harmony of the Spheres, movement 5 (2005); version for flute orchestra
- Song of Release (2005) for piano
- Blue Encounter (2006) for viola
- Grace (2008) for orchestra
- Bridge of Dawn, movement 2 (2005-2011) for soprano, mixed choir and orchestra
- Harmony of the Spheres, first movement (2012) version for string orchestra
- Harmony of the Spheres, fifth movement (2013) version for string orchestra
- Symmetry (2014), a dance-opera film
- Piano Concerto (2015) Zie: mini documentaire
- Piano Concerto (2016) version for chamber orchestra
- Taking the Waters (2017) version for 4 pianos
- Entrata (2018) version for 4 pianos
- Three Etudes (2019) for piano

## Discografie
Muziek van Franssens werd opgenomen op het label van Donemus Composers' Voice: Echo's, Phasing en Sanctus, door het Nederlands Ballet Orkest onder leiding van Thierry Fischer; Dwaallicht, Taking the Waters en Winter Child). Het Nederlands Kamerkoor nam met het Tallinn Kamerorkest onder leiding van Tõnu Kaljuste de cyclus Harmony of the Spheres op. In 2011 nam Franssens de gereviseerde versie van deze cyclus opnieuw op, nu met het VU-Kamerkoor onder leiding van Boudewijn Jansen in de akoestiek waarvoor het werk geschreven is: de Pieterskerk in Utrecht. Het Amstel Saxofoon Kwartet zette zijn werk The straight Line op cd. (label Erasmus Music & Media).
Het label Etcetera Records bracht in 2008 de cd Roaring Rotterdam met Harmony of the Spheres deel 1 en Magnificat uit. Deze werken zijn uitgevoerd door het Radio Filharmonisch Orkest o.l.v. Gerd Albrecht, resp. Tõnu Kaljuste met het Nederlands Kamerkoor.
In 2015 nam Ralph van Raat voor het label Etcetera Records de cd 'Piano Works' op, metThe Gift of Song en Winter Child.

## Uitgever
Franssens' muziek werd uitgegeven door Donemus in Amsterdam. Sedert 2008 wordt zijn muziek uitgegeven door Deuss Music (Albersen Verhuur) in Den Haag.